# Aname hirsuta
Aname hirsuta là một loài nhện trong họ Nemesiidae.
Aname hirsuta được miêu tả năm 1918 bởi Rainbow & Pulleine.